# 井出卓也
井出 卓也（いで たくや、1991年3月12日 ）は、日本の俳優。Takuya IDE、T-iD名義でラッパー/アーティスト、作詞作曲家としても活動。東京都出身。フリー。青山学院大学経営学部経営学科卒業。

## 略歴
2歳の時にスカウトされ、芸能界入り。
マクドナルド、カゴメ、ハウス食品、東京ディズニーランド、ピザーラなどのCMなどで活動。
2001年4月から2005年3月『天才てれびくんシリーズ』にてれび戦士として出演。
2008年6月25日『きらりん☆レボリューション STAGE3』で自身が声優を務めるユニット「SHIPS」としてCDデビュー。
2010年4月14日『イケメンデルの法則 〜恋に苦しむハンサムなエンドウ豆たち〜』で結成された「ココア男。」のキーボードとしてCDデビュー。2012年3月解散。
2013年2月27日「Takuya IDE」として初のソロ楽曲4曲が配信開始。同年3月9日、初のワンマンライブを敢行。
2015年3月25日、青山学院大学経営学部経営学科卒業。
2016年4月6日「龍雅-Ryoga-」のラップ担当としてCDデビュー。2017年12月31日、活動休止に入るとともに、メンバーから脱退。
2018年1月5日、オフィシャルブログにて、2017年12月31日をもって、25年間所属していたスペースクラフト・エンターテイメントを退所したことを発表。
2021年5月9日、自身のSNSにて女優の八坂沙織と結婚していたと発表。
2022年1月、Academic BANANAの齋藤知輝と合同会社Thunderboltを設立。
2024年10月、FCブログ内にて離婚を発表。

## 人物
ダンス、ラップが好きで、高校時代は自分でダンス同好会を作っていた。
趣味は料理。好きなものはフルーツとお餅。愛犬の名前はジュリエット。
尊敬する人物はRHYMESTERのMummy-D。Takuya IDE 4th LIVE「RADIO JACK」にゲスト出演した。
近い人物として、Takuya IDEに楽曲提供、ライブ活動も共に行っているDJ熊井吾郎とは、Takuya IDE 4th LIVE「RADIO JACK」より活動している。
ジャニーズ事務所所属のKAT-TUNのメンバー亀梨和也の大ファン。

## 出演

### 舞台
- サムライ・ナイト・フィーバー（2011年8月10日 - 14日、SPACE107）
- モンスターボックス 再演（2012年2月1日 - 12日、CBGKシブゲキ!!）
- ミュージカル「コーヒープリンス1号店」（2012年4月13日 - 5月13日、青山劇場 / 森ノ宮ピロティホール） - チン・ハリム 役
- 真田十勇士〜カッコ良くなきゃ死ぬだけさ〜（2012年9月21日 - 10月8日、サンケイホール / 全労済ホールスペース・ゼロ） - 猿飛佐助 役
- ぶっ壊したい世界（2013年3月13日 - 20日、青山円形劇場）
- 音楽劇「スマイル・オブ・チャップリン」（2013年3月27日 - 4月7日、赤坂ACTシアター / 森ノ宮ピロティホール） - 犬養健 役
- ミュージカル黒執事 -The Most Beautiful DEATH in The World- 千の魂と堕ちた死神 再演（2013年5月17日 - 6月9日、赤坂ACTシアター / 梅田芸術劇場） - ロナルド・ノックス 役
- サムライ・ナイト・フィーバー 再燃（2013年12月14日 - 23日、赤坂RED/THEATER）
- 音楽劇「最高はひとつじゃない2014」（2014年1月29日 - 2月2日、シアタークリエ） - 昌彦 役
- potluck4 supported by ASTRO HALL（2014年2月6日、原宿アストロホール）
- potluck5【day2】（2014年5月9日、原宿アストロホール）
- 『POTLUCK FESTA 2015』～即興芝居×即プレビュー×プロレス!?～（2015年1月17日、ディファ有明）
- potluck9 -day-（2015年12月29日、原宿アストロホール）
- Fate/Grand Order THE STAGE -神聖円卓領域 キャメロット-（2017年7月14日 - 7月17日、Zeppブルーシアター六本木） - ロマニ・アーキマン 役[24]
  - Fate/Grand Order THE STAGE -絶対魔獣戦線バビロニア-（2019年1月11日 - 14日、サンケイホールブリーゼ/1月19日 - 27日、日本青年館ホール）[25]
  - Fate/Grand Order THE STAGE -冠位時間神殿ソロモン-（2020年10月18日、TACHIKAWA STAGE GARDEN / 2020年10月24日 - 30日、東京国際フォーラム ホール） - 主演 ロマニ・アーキマン 役[26][27]
- スチールシネマ朗読劇「最果てリストランテ」（2018年4月7日 - 15日、TOKYO FM HALL）[28]
- フォトシネマ朗読劇「天使がいた三十日」（2019年5月14日・17日・18日、TOKYO FM HALL）[29][30]
- 一人芝居『Black Sheep』（2019年12月12日 - 15日、Woody Theatre 中目黒）[31]
- 舞台「ゲゲゲの鬼太郎」（2022年7月29日 - 8月15日、明治座 / 8月19日 - 28日、梅田芸術劇場メインホール）[32]
- 『ヒプノシスマイク -Division Rap Battle-』Rule the Stage《Bad Ass Temple VS 麻天狼》（2022年12月1日 - 18日、品川プリンスホテルステラボール） - 観音坂独歩 役[33]
  - 『ヒプノシスマイク -Division Rap Battle-』Rule the Stage《Rep LIVE side M》（2023年5月13日 - 14日、KT Zepp Yokohama / 2023年5月17日 - 18日、Zepp Sapporo / 5月23日 - 24日、Zepp Shinjuku） - 観音坂独歩 役
  - 『ヒプノシスマイク-Division Rap Battle-』Rule the Stage -Battle of Pride 2023-（2023年9月3日、大阪城ホール / 2023年9月7日 - 10日、ぴあアリーナMM） - 観音坂独歩 役
- 笑いの実践集団 vol.2 リーディングアクト『他人地獄』〜ジャン＝ポール・サルトル『出口なし』より〜（2024年10月4日 - 6日、シアター・アルファ東京）[34]
- 赤塚不二夫生誕90周年記念公演『赤塚不二夫スクラップブック』（2025年4月15日 - 20日、CBGKシブゲキ!!）[35]
- トレンディは突然に 2025 夏（2025年8月27日 - 9月1日〈予定〉、CBGKシブゲキ!!） - 亀井祐也 役[36][37]

### テレビドラマ
- 櫂（1999年5月6日 - 20日、NHK-BS2） - 喜和の息子 役
- 子育ての天才 第2話（2007年4月20日、フジテレビ） - フミヤ 役
- ヘヴンズ・ロック〜Heaven's Rock〜（2010年7月 - 9月、関西テレビ） - タクマ 役
- ホタルノヒカリ2（2010年7月 - 9月、日本テレビ） - 梅田翔太 役
- 黄金の豚-会計検査庁 特別調査課- 第7話（2010年12月1日、日本テレビ） - 留学生 役
- 秘密諜報員 エリカ（2011年10月 - 12月、読売テレビ） - 園田純平 役
- ATARU スペシャル〜ニューヨークからの挑戦状!!〜（2013年1月6日、TBS） - 南保 役
- 山田くんと7人の魔女（2013年8月 - 9月、フジテレビ） - 宮村虎之介 役[15]
- 女医・倉石祥子3・4（2014年6月13日・2016年10月21日、フジテレビ） - 青山賢斗 役
- 変身（2014年7月 - 8月、WOWOW） - 矢部則夫 役
- おそろし〜三島屋変調百物語 第4・5夜（2014年9月20日・27日、NHK BSプレミアム） - 市太郎 役
- ビンタ!〜弁護士事務員ミノワが愛で解決します〜 第11話（2014年12月11日、読売テレビ） - 佐藤義之 役
- HEAT（2015年7月 - 9月、関西テレビ） - 榊明弘 役
- FNS27時間テレビ にほんのれきし「あの人の歩き方」（2017年9月10日、フジテレビ）- 坂本龍馬 役
- 志村けん in 探偵佐平 60歳（2018年1月2日、NHK総合）- 成瀬隆良 役

### 映画
- 春のユウウツ（2007年、JAPAN CINEMA） - 主人公が恋する先輩 役
- NECK（2010年、アスミック・エース）
- 映画 ホタルノヒカリ（2012年、東宝） - 梅田翔太 役
- 闇金ウシジマくん（2012年、S・D・P） - 尚也 役
- 図書館戦争（2013年、東宝） - 長井 役
- イタズラなKiss THE MOVIE（2016年、ギャガ・プラス） - 渡辺 役

### バラエティ
- マタハリ（1999年4月 - 2000年3月、スペースシャワーTV） - 子供キャスター
- 天才てれびくんワイド/天才てれびくんMAX（2001年 - 2005年、NHK教育） - てれび戦士
- おはスタ（2008年4月 - 2009年5月、テレビ東京） - SHIPS・風真宙人 役

### テレビアニメ
- きらりん☆レボリューション STAGE3（2008年、テレビ東京） - 風真宙人 役（2代目）[8][38]

### ゲーム
- Donuts『ブラックスター -Theater Starless-』（2019年） - ヒース 役[39]

### CM
- マクドナルド、ハッピーセット・ポーリーポケット&エキサイトライダー、おいしさの秘密・娘のアルバイト編
- カゴメ、トマトケチャップ
- ハウス食品、クリームシチュー
- バンダイ、あわ入浴剤・あわ曜日
- ファミリア、子供服
- 東京ディズニーランド、ドナルド・ワッキーキングダム
- ハウス食品、バーモントカレー
- エスビー食品、クリーム鍋
- エバラ、茹でたお肉と野菜のサラダ
- ピザーラ、海賊編、ホッケー編
- 佐鳴予備校
- 白い恋人
- ロッテ、アイスブレーカーズ

## ディスコグラフィ
- 全作詞：Takuya IDE（コラボはラップ部分のみの作詞）

### シングル

#### ソロ
|      | 配信開始日     | タイトル                   | 規格                   | 収録配信アルバム   |
| ---- | -------------- | -------------------------- | ---------------------- | ------------------ |
| 1st  | 2013年2月27日  | vintage                    | デジタル・ダウンロード |                    |
| 2nd  | 2013年2月27日  | Super star                 | デジタル・ダウンロード | RADIO JACK EDITION |
| 3rd  | 2013年2月27日  | Sokubaku                   | デジタル・ダウンロード |                    |
| 4th  | 2013年2月27日  | Honesty                    | デジタル・ダウンロード |                    |
| 5th  | 2014年6月11日  | This year's summer         | デジタル・ダウンロード |                    |
| 6th  | 2014年7月9日   | YOU-TRICK                  | デジタル・ダウンロード | RADIO JACK EDITION |
| 7th  | 2014年8月3日   | Lucky Day                  | デジタル・ダウンロード |                    |
| 8th  | 2014年9月24日  | カモナ                     | デジタル・ダウンロード |                    |
| 9th  | 2014年10月29日 | コンプレックス             | デジタル・ダウンロード | RADIO JACK EDITION |
| 10th | 2015年2月23日  | PINA COLADA                | デジタル・ダウンロード |                    |
| 11th | 2016年6月1日   | ∀FFECTION                  | デジタル・ダウンロード | RADIO JACK EDITION |
| 12th | 2016年6月1日   | Yesterday                  | デジタル・ダウンロード | RADIO JACK EDITION |
| 13th | 2018年1月1日   | Silent                     | デジタル・ダウンロード |                    |
| 14th | 2018年1月1日   | Dante                      | デジタル・ダウンロード |                    |
| 15th | 2018年2月1日   | Sweet Nightmare            | デジタル・ダウンロード |                    |
| 16th | 2018年5月12日  | DAY 1                      | デジタル・ダウンロード |                    |
| 17th | 2018年7月30日  | ホームステイ feat.伊藤修平 | デジタル・ダウンロード |                    |
| 18th | 2018年8月18日  | MINMIN                     | デジタル・ダウンロード |                    |
| 19th | 2021年1月6日   | LOVE HOPE                  | デジタル・ダウンロード |                    |
| 20th | 2021年11月27日 | Outer Heaven               | デジタル・ダウンロード |                    |

#### コラボ
|   | 配信開始日    | タイトル     | 名義                            | 規格                   |
| - | ------------- | ------------ | ------------------------------- | ---------------------- |
| ○ | 2018年7月7日  | BLACK        | Takuya IDE×Yosuke sakanoue      | デジタル・ダウンロード |
| ○ | 2021年5月31日 | マーガレット | Academic BANANA feat.Takuya IDE | デジタル・ダウンロード |

## 主なライブ・イベント
| 出演日                                                                              | タイトル                                                                      | 会場 |
| ----------------------------------------------------------------------------------- | ----------------------------------------------------------------------------- | --- |
| 2013年3月9日                                                                        | そくばくっ！〜Takuya IDE 1st live                                             | SECO |
| 2013年11月9日                                                                       | ゆうわくっ～Takuya IDE 2nd live                                               | 渋谷Glad |
| 2014年8月27日                                                                       | GOOD TIMES～Takuya IDE 3rd live                                               | morph-tokyo |
| 2016年5月28日                                                                       | Takuya IDE 4th LIVE「RADIO JACK」with 熊井吾郎                                | 渋谷GARRET udagawa                                                                                                  |
| 2017年4月1日                                                                        | Takuya IDE 5th LIVE「Sweet Nightmare」with 熊井吾郎                           | 原宿アストロホール                                                                                                  |
| 2018年3月3日                                                                        | Takuya IDE 6th LIVE「DAY 1」with 熊井吾郎                                     | SOUND MUSEUM VISION                                                                                                 |
| 2018年6月30日                                                                       | Takuya IDE ツーマンLIVE with RiRiKA『DELIVER』                                | 渋谷 duo MUSIC EXCHANGE                                                                                             |
| 2018年7月14日                                                                       | Takuya IDE ツーマンLIVE with サカノウエヨースケ 『Black or White』            | 表参道 WALL & WALL                                                                                                  |
| 2019年1月〜12月                                                                     | Takuya IDE マンスリーライブシリーズ「ONCE」with HIRORON                       | 恵比寿BATICAほか |
| 2019年11月2日                                                                       | Takuya IDE One-Man-LIVE「ONCE」~Special Once~ with HIRORON、楠瀬拓哉ほか      | SPACE ODD |
| 2020年6月13日                                                                       | Takuya IDE One-Man-LIVE「So Far So Good」with HIRORON                         | Chelsea Hotel |
| 2021年2月28日                                                                       | BLACKSTAR -Theater Starless- 1st LIVE「BLACK LIVE」                           | KT Zepp Yokohama |
| 2021年7月21日 2021年8月9日 2021年8月29日                                            | BLACKSTAR -Theater Starless- LIVE TOUR「BLACK TOUR」                          | DRUM LOGOS 松下IMPホール CLUB QUATTRO                                                                               |
| 2021年10月16日                                                                      | YK FES 2021                                                                   | 恵比寿 ザ・ガーデンルーム                                                                                           |
| 2021年10月29日 2021年10月30日 2021年11月6日                                         | BLACKSTAR -Theater Starless-「BLACK HALLOWEEN」                               | 渋谷WOMB |
| 2021年12月1日                                                                       | Takuya IDE One-Man Live『Godspeed!』                                          | 渋谷WWW |
| 2022年1月6日、7日                                                                   | BLACKSTAR -Theater Starless- 2nd LIVE「BLACK LIVE Ⅱ」                         | KT Zepp Yokohama |
| 2022年3月12日                                                                       | バースデーコラボカフェ                                                        | 渋谷カフェ＆テラスBBQ Noan～maruta～                                                                                |
| 2022年3月26日、27日                                                                 | BLACKSTAR -Theater Starless-「BLACK FESTIVAL」                                | 立川ステージガーデン                                                                                                |
| 2022年5月3日、6月26日 2022年5月13日、14日 2022年5月21日 2022年6月10日 2022年6月25日 | BLACKSTAR -Theater Starless- LIVE TOUR「BLACK TOUR2022」                      | Zepp Haneda Zepp OSAKA Bayside KT Zepp Yokohama Zepp Fukuoka Zepp Nagoya                                            |
| 2022年7月17日                                                                       | Thunderboltボウリング大会『Thunderbolt杯 ～どっちが本物の社長か決めようや～』 | 笹塚ボウル |
| 2022年10月2日                                                                       | T-iD a.k.a Takuya IDE ×Academic BANANA 2MAN LIVE『雷祭』                      | 横浜MMブロンテ |
| 2022年10月23日 2022年10月8日 2022年10月15日 2022年10月22日                          | T-iD「New Attitude」発売記念インストアイベント                                | タワーレコード名古屋近鉄パッセ店 タワーレコード横浜ビブレ店 タワーレコードららぽーと立川立飛店 タワーレコード池袋店 |
| 2022年10月30日                                                                      | 東京工科大学「かまた祭」                                                      | 東京工科大学蒲田キャンパス片柳記念ホール（3号館B1F）                                                                |
| 2022年11月5日、6日                                                                  | アニメイトガールズフェスティバル2022「BLACK STAR STAGE」                      | 池袋サンシャインシティ噴水広場                                                                                      |
| 2023年1月7日、8日                                                                   | BLACKSTAR -Theater Starless- 3rd LIVE「BLACK LIVE Ⅲ」                         | KT Zepp Yokohama |
| 2023年2月12日                                                                       | 合同会社Thunderbolt「社歌」発売記念インストアイベント                         | タワーレコード池袋店イベントスペース                                                                                |
| 2023年3月11日 2023年3月12日                                                         | バースデーイベント「個人面談」                                                | 東京 大阪 |
| 2023年7月1日 2023年7月9日 2023年7月16日 2023年7月30日 2023年8月12日                 | BLACKSTAR -Theater Starless- LIVE TOUR「BLACK TOUR2023」                      | Zepp Nagoya 恵比寿ザ・ガーデンホール DRUM LOGOS 松下IMPホール 豊洲PIT                                               |
| 2023年10月7日 2023年10月15日 2023年10月21日 2023年10月28日 2023年11月4日            | LIVE TOUR 「Hi again!」                                                       | 恵比寿BATICA 札幌SPACE ART STUDIO 広島Yise 名古屋ell.SIZE 横浜ブロンテ                                              |
| 2023年12月21日                                                                      | SSHランウェイショー「NxT Treasure 2023 Winter Collection 」                   | 山野ホール |
| 2024年1月6日、7日、8日 2024年1月20日、21日                                          | BLACKSTAR -Theater Starless- 4th LIVE「BLACK LIVE Ⅳ」                         | KT Zepp Yokohama Zepp Osaka Bayside                                                                                 |
| 2024年2月12日                                                                       | T-iD One-Man Live「Now or Never」                                             | Veaats Shibuya |
| 2024年2月24日                                                                       | T-iD「Thursday Night」発売記念インストアイベント                              | タワーレコード名古屋近鉄パッセ店                                                                                    |
| 2024年2月29日                                                                       | T-iD 1st FULL ALBUM「Thursday Night」リリース記念ライブ                       | 渋谷LOFT HEAVEN |
| 2024年3月9日、10日                                                                  | バースデーイベント「初めてのお泊まり！君に全力枕投げ！！」                    | HAMAYOU RESORT ホテル光風閣くわるび                                                                                 |